# Sensillanura
Genre
Sensillanura est un genre de collemboles de la famille des Neanuridae.

## Distribution
Les espèces de ce genre se rencontrent en zone holarctique.

## Liste des espèces
Selon Checklist of the Collembola of the World (version du 18 octobre 2019) :
- Sensillanura austriaca (da Gama, 1963)
- Sensillanura barberi (Handschin, 1928)
- Sensillanura bullsa (Wray, 1953)
- Sensillanura caeca (Folsom, 1916)
- Sensillanura illina (Christiansen & Bellinger, 1980)
- Sensillanura millsi (Christiansen & Bellinger, 1980)
- Sensillanura santizaragozai Palacios-Vargas & Catalán, 2010

## Publication originale
- Deharveng, 1981 : La chetotaxie dorsale de l'antenne et son intérêt phylogénétique chez les collemboles Neanuridae. Nouvelle Revue d'Entomologie, vol. 11, no 1, p. 3-13.